# Ramón Encinas
Ramón Encinos Dios (Pontevedra, 19 maggio 1893 – Madrid, 21 marzo 1967) è stato un calciatore e allenatore di calcio spagnolo.

## Biografia
Figlio dell'avvocato Victoriano Encinas y Reyes e Isabel Dios, Ramón Encinas Dios nacque a Pontevedra nel 1893. All'età di 14 anni gioca nel Pontevedra, stessa squadra che in cui giocava suo fratello maggiore Victoriano Encinas Dios. In seguito andò a giocare nel Racing di Vigo.
Dopo una sfortuna carriera come giocatore, Encinas inizia ad allenare. Nella stagione 1933-1934 allena il Siviglia riuscendo ad ottenere la promozione nella Primera División dell'anno seguente, dove il Siviglia giungerà quinto. Sempre nella stagione 1934-1935, vincerà con gli andalusi la coppa nazionale.
Dopo la tragica guerra civile che sospese tutte le manifestazioni calcistiche nel paese iberico, Encinas fu chiamato a guidare il Valencia CF con il quale vinse un campionato e una coppa nazionale. In seguito, allenò il Real Madrid senza riuscire a conquistare alcun trofeo con i blancos.
Nel 1945, Encinas tornò ad allenare il Siviglia, vincendo un altro campionato. Resterà comunque a lungo legato alla squadra andalusa di cui sarà anche segretario tecnico.
Dopo l'addio definitivo al calcio, avvenuto nel 1959, Encinas trascorrerà il resto della sua vita a Pontevedra. Solo la malattia lo costringerà ad andare a Madrid per curarsi. Morirà nella capitale spagnola il 21 marzo 1967, curiosamente 110 anni dopo la nascita di suo padre. Le sue spoglie saranno successivamente traslate a Pontevedra, città ove è sepolto.

## Palmarès

### Allenatore
- Campionato spagnolo: 2

Valencia: 1941-1942
Siviglia: 1945-1946
- Coppa di Spagna: 2

Siviglia: 1935
Valencia: 1941